# Sasakia
Sasakia é um gênero de borboletas.